# Maxixe (Moçambic)
Maxixe és un municipi de Moçambic, situat a la província de Inhambane. En 2007 comptava amb una població de 108.824 habitants. la més gran de la província d'Inhambane, encara que la capital d'aquesta i seu del govern província és Inhambane. És de fet la capital econòmica de la província. Té consideració de municipalitat, la qual ocupa una superfície de 278 km².
Es troba a la costa de l'oceà Índia a una de les ribes de la gran badia d'Inhambane, al costat oposat (sud-occidental) a aquesta ciutat (que es troba a la riba sud-oriental). Uns vaixells fan el servei de ferri i uneixen les dues ciutats que per carretera estan separades 60 km.
El seu nom deriva d'un cap africà local, i en va derivar una dansa brasilera anomenada també maxixe. El seu creixement és posterior a la independència. Fou elevada a ciutat el 18 de juliol de 1972.

## Demografia
| Any  | Població |
| ---- | -------- |
| 1997 | 97 173   |
| 2007 | 105 895  |